# Sherrill Milnes
Sherrill Milnes (Downers Grove, 10 gennaio 1935) è un baritono statunitense.

## Biografia
Già da bambino iniziò a mostrare un multiforme talento musicale: oltre a cantare, suonava il pianoforte, il violino, la viola, il contrabbasso, il clarinetto e la tuba.
Studiò musica alla Drake University e alla Northwest University nell'intento di dedicarsi all'insegnamento, ma appena diplomato iniziò a studiare canto con il celebre soprano Rosa Ponselle, debuttando nel 1960 al Teatro Goldovsky con la compagnia d'opera di Boston nel ruolo di Masetto in Don Giovanni. L'anno dopo apparve al Teatro Ponselle di Baltimora come Gerard in Andrea Chénier.
Del 1964 fu l'importante debutto alla New York City Opera come Valentin in Faust e del 1965, nello stesso ruolo (accanto a Montserrat Caballé, pure debuttante al Met), l'esordio al Teatro Metropolitan di New York, che divenne per circa un trentennio, fino al 1997, la sede principale della sua attività e dove prese parte a 653 rappresentazioni. Negli Stati Uniti fu presente anche all'Opera di Chicago e a San Francisco.
Il 1964 fu anche l'anno del debutto in Europa, al Teatro Nuovo di Milano, ne Il barbiere di Siviglia. Negli anni successivi apparve a Londra, Vienna, Barcellona e ancora in Italia, all'Arena di Verona, allo Sferisterio di Macerata, alla Scala (dove nel 1978 cantò in tre recite de Il trovatore) e a Torino.
Nel 1982 gli venne conferito il titolo di Commendatore Ordine al Merito della Repubblica Italiana. Nel 1998 scrisse il libro di memorie American Aria (ISBN 0-02-864739-4). Si dedicò in seguito all'insegnamento, fondando la società V.O.I.C.E. e ospitando come docenti illustri colleghi da tutto il mondo.

## Repertorio
| Ruolo                 | Titolo                  | Autore       |
| --------------------- | ----------------------- | ------------ |
| Sir Riccardo Forth    | I puritani              | Bellini      |
| Escamillo             | Carmen                  | Bizet        |
| Michonnet             | Adriana Lecouvreur      | Cilea        |
| Re Alfonso            | La favorita             | Donizetti    |
| Enrico Ashton         | Lucia di Lammermoor     | Donizetti    |
| Carlo Gérard          | Andrea Chénier          | Giordano     |
| Valentin              | Faust                   | Gounod       |
| Tonio                 | Pagliacci               | Leoncavallo  |
| Scindia               | Le roi de Lahore        | Massenet     |
| Athanaël              | Thaïs                   | Massenet     |
| Garrido               | La Navarraise           | Massenet     |
| Nèlusko               | L'Africaine             | Meyerbeer    |
| Buff                  | Der Schauspieldirector  | Mozart       |
| Don Giovanni Masetto  | Don Giovanni            | Mozart       |
| Guglielmo             | Così fan tutte          | Mozart       |
| Barnaba               | La Gioconda             | Ponchielli   |
| Marcello              | La bohème               | Puccini      |
| Barone Scarpia        | Tosca                   | Puccini      |
| Gianni Schicchi       | Gianni Schicchi         | Puccini      |
| Jack Rance            | La fanciulla del West   | Puccini      |
| Michele               | Il tabarro              | Puccini      |
| Guido                 | Monna Vanna             | Rachmaninov  |
| Figaro                | Il barbiere di Siviglia | Rossini      |
| Guglielmo Tell        | Guglielmo Tell          | Rossini      |
| Henry VIII            | Henry VIII              | Saint-Saëns  |
| Jochanaan             | Salomè                  | Strauss      |
| Hamlet                | Hamlet                  | Thomas       |
| Nabucco               | Nabucco                 | Verdi        |
| Carlo V               | Ernani                  | Verdi        |
| Giacomo               | Giovanna d'Arco         | Verdi        |
| Ezio                  | Attila                  | Verdi        |
| Macbeth               | Macbeth                 | Verdi        |
| Miller                | Luisa Miller            | Verdi        |
| Rigoletto             | Rigoletto               | Verdi        |
| Conte di Luna         | Il trovatore            | Verdi        |
| Giorgio Germont       | La traviata             | Verdi        |
| Guido di Monforte     | I vespri siciliani      | Verdi        |
| Simon Boccanegra      | Simon Boccanegra        | Verdi        |
| Renato                | Un ballo in maschera    | Verdi        |
| Don Carlo             | La forza del destino    | Verdi        |
| Rodrigo di Posa       | Don Carlo               | Verdi        |
| Amonasro              | Aida                    | Verdi        |
| Jago                  | Otello                  | Verdi        |
| Sir John Falstaff     | Falstaff                | Verdi        |
| L'araldo del re       | Lohengrin               | Wagner       |
| Donner                | Das Rheingold           | Wagner       |
| Conte di Westmoreland | Sly                     | Wolf-Ferrari |

## Discografia
| Anno | Titolo Ruolo                         | Cast                                                                           | Direttore           | Etichetta           |
| ---- | ------------------------------------ | ------------------------------------------------------------------------------ | ------------------- | ------------------- |
| 1967 | La traviata Giorgio Germont          | Montserrat Caballé, Carlo Bergonzi                                             | Georges Prêtre      | RCA                 |
|      | Così fan tutte Guglielmo             | Tatiana Troyanos, Leontyne Price, Ezio Flagello, George Shirley, Judith Raskin | Erich Leinsdorf     | RCA                 |
| 1968 | Salomè Iokanhaan                     | Montserrat Caballé, Regina Resnik, Richard Lewis                               | Erich Leinsdorf     | RCA                 |
| 1969 | Il trovatore Conte di Luna           | Plácido Domingo, Leontyne Price, Fiorenza Cossotto                             | Zubin Mehta         | RCA                 |
| 1970 | Aida Amonasro                        | Leontyne Price, Placido Domingo, Grace Bumbry                                  | Erich Leinsdorf     | RCA                 |
|      | Don Carlo Rodrigo di Posa            | Placido Domingo, Ruggero Raimondi, Montserrat Caballé, Shirley Verrett         | Carlo Maria Giulini | EMI                 |
|      | Un ballo in maschera Renato          | Luciano Pavarotti, Renata Tebaldi, Regina Resnik                               | Bruno Bartoletti    | Decca               |
| 1971 | Il tabarro Michele                   | Leontyne Price, Placido Domingo                                                | Erich Leinsdorf     | RCA                 |
|      | Pagliacci Tonio                      | Montserrat Caballé, Placido Domingo                                            | Nello Santi         | RCA                 |
|      | Lucia di Lammermoor Enrico Ashton    | Joan Sutherland, Luciano Pavarotti, Nicolai Ghiaurov                           | Richard Bonynge     | Decca               |
|      | Rigoletto                            | Joan Sutherland, Luciano Pavarotti, Martti Talvela                             | Richard Bonynge     | Decca               |
| 1972 | Giovanna d'Arco Giacomo              | Montserrat Caballé, Placido Domingo                                            | James Levine        | EMI                 |
|      | Attila Ezio                          | Ruggero Raimondi, Cristina Deutekom, Carlo Bergonzi                            | Lamberto Gardelli   | Philips Records     |
| 1973 | Tosca Baron Scarpia                  | Leontyne Price, Placido Domingo                                                | Zubin Mehta         | RCA                 |
| 1974 | La bohème Colline                    | Montserrat Caballé, Placido Domingo                                            | Georg Solti         | RCA                 |
|      | I vespri siciliani Guido di Monforte | Martina Arroyo, Placido Domingo, Ruggero Raimondi                              | James Levine        | RCA                 |
| 1975 | Il barbiere di Siviglia Figaro       | Beverly Sills, Nicolai Gedda, Renato Capecchi, Ruggero Raimondi                | James Levine        | EMI                 |
|      | Luisa Miller Miller                  | Montserrat Caballé, Luciano Pavarotti                                          | Peter Maag          | Decca               |
|      | La Navarraise Garrido                | Marilyn Horne, Placido Domingo                                                 | Henry Lewis         | RCA                 |
| 1976 | Andrea Chénier Carlo Gerard          | Placido Domingo, Renata Scotto                                                 | James Levine        | RCA                 |
|      | Macbeth                              | Fiorenza Cossotto, Ruggero Raimondi, José Carreras                             | Riccardo Muti       | EMI                 |
|      | Thaïs Athanael                       | Beverly Sills, Nicolai Gedda                                                   | Lorin Maazel        | EMI                 |
| 1977 | Adriana Lecouvreur Michonett         | Renata Scotto, Placido Domingo, Elena Obraztsova                               | James Levine        | RCA                 |
|      | Don Giovanni                         | Walter Berry, Anna Tomowa-Sintow, Teresa Zylis-Gara, Peter Schreier            | Karl Bohm           | Deutsche Grammophon |
|      | Carmen Escamillo                     | Teresa Berganza, Placido Domingo, Ileana Cotrubaș                              | Claudio Abbado      | Deutsche Grammophon |
|      | La fanciulla del West Jack Rance     | Carlo Nablett, Placido Domingo                                                 | Zubin Mehta         | Deutsche Grammophon |
|      | La forza del destino Don Carlo       | Placido Domingo, Leontyne Price, Fiorenza Cossotto                             | James Levine        | RCA                 |
|      | La traviata Giorgio Germont          | Ileana Cotrubaș, Placido Domingo                                               | Carlos Kleiber      | Deutsche Grammophon |
| 1978 | Guglielmo Tell                       | Mirella Freni, Luciano Pavarotti, Nicolai Ghiaurov                             | Riccardo Chailly    | Decca               |
|      | Rigoletto                            | Beverly Sills, Alfredo Kraus, Samuel Ramey                                     | Julius Rudel        | EMI                 |
|      | Otello Jago                          | Placido Domingo, Renata Scotto                                                 | James Levine        | RCA                 |
|      | Tosca Baron Scarpia                  | Mirella Freni, Luciano Pavarotti                                               | Nicola Rescigno     | Decca               |
| 1979 | Le roi de Lahore Scindia             | Joan Sutherland, Luis Lima                                                     | Richard Bonynge     | Decca               |
| 1980 | La Gioconda Barnaba                  | Montserrat Caballé, Luciano Pavarotti, Agnes Baltsa                            | Bruno Bartoletti    | Decca               |
| 1983 | Hamlet                               | Joan Sutherland, James Morris                                                  | Richard Bonynge     | Decca               |
| 1987 | La Gioconda Barnaba                  | Éva Marton, Giorgio Casellato Lamberti, Samuel Ramey                           | Giuseppe Patanè     | Sony                |

## Video
- Puccini, Tosca - Bartoletti/Kabaivanska/Domingo, regia Gianfranco De Bosio, 1976 Decca
- Verdi, Simon Boccanegra - Levine/MET/Milnes/Tomowa, 1984 Deutsche Grammophon
- Verdi, Il trovatore - Levine/Marton/Pavarotti/Milnes, Deutsche Grammophon